# 9038 Helensteel
9038 Helensteel è un asteroide della fascia principale. Scoperto nel 1990, presenta un'orbita caratterizzata da un semiasse maggiore pari a 2,6202603 UA e da un'eccentricità di 0,1677255, inclinata di 14,35608° rispetto all'eclittica.